# LTC Praha
LTC Praha (celým názvem: Lawn Tennis Club Praha) je český sportovní klub, který sídlí v pražských Holešovicích. Založen byl v roce 1904. Jak název prozrazuje, jednalo se tehdy o tenisový klub, nejznámějším oddílem byl ovšem hokejový. Oddíl ledního hokeje se mohl pyšnit titulem sedminásobného mistra Československa a čtyřnásobného mistra Protektorátu. S počtem jedenácti mistrovských titulů je tak dosud třetím nejúspěšnějším českým klubem v historii. Na mezinárodní scéně se LTC nesmazatelně zapsalo sedminásobným triumfem na Spenglerově poháru. Zanikl v roce 1964 sloučením s pražskou Slavií. Klubové barvy byly červená a žlutá.
Své domácí zápasy odehrával v Pražských vzorkových veletrzích na Bělského třídě.

## Tenis
LTC Praha, spolek, patří mezi nejstarší a nejslavnější tenisové kluby v České republice. Od svého vzniku až do dnešních dnů působí na jednom z nejkrásnějších míst Prahy, uprostřed zeleně Letenských sadů v těsném sousedství Letenské pláně.
Klub byl založen studenty právnické fakulty University Karlovy v roce 1904 a již koncem roku 1905 se stal největším českým tenisovým spolkem. V následujícím roce byl též jedním ze zakládajících členů české lawn-tennisové asociace.
Po první světové válce měl klub již 9 dvorců a od r. 1924 také první centrální dvorec v ČSR s tribunami pro 2000 diváků, který se stal v následujících letech místem konání mnoha mezinárodních turnajů včetně několika utkání Davisova poháru, z nichž první proběhl v květnu 1924 proti tenistům Nového Zélandu.
Členy klubu byly v průběhu let od jeho založení významné osobnosti politického a společenského života (např. Jan a Olga Masarykovi, Karel Schwarzenberg, Jaroslav Heyrovský, Otto Wichterle, Nataša Golová, Adina Mandlová aj.) z nichž někteří dosáhli též vynikajících sportovních úspěchů – např. dcera TGM Olga Masaryková se stala v r. 1909 mezinárodní mistryní Zemí koruny české.
Správcem klubu se stal od r. 1906 na dobu mnoha dalších let pan Koželuh, jehož děti, začínající v LTC jako sběrači míčků, se zde naučily hrát tenis tak dobře, že zejména synové Karel a Jan vyrostli ve skvělé hráče světových parametrů, Karel se stal dokonce profesionálním mistrem světa.
V roce 1926 byla postavena z příspěvků členů klubu nová velká klubovna, jelikož první klubovnička z roku 1912 již nestačila narůstajícímu počtu členů. Nová klubovna, dřevostavba, postavená na návrh význačného architekta Bohumíra Kozáka ve stylu amerického purismu, byla v roce 2014 prohlášena Ministerstvem kultury ČR za kulturní památku.
V meziválečném období vyrostla v LTC celá generace vynikajících tenistů a družstva LTC byla mnohokrát přeborníky ČSR. V této době vznikly v rámci LTC ještě další sportovní odbory, z nichž nejvýznamnější byl odbor hokejový, založený roku 1926, jehož mužstvo, tvořící i základ reprezentace, se stalo v dalších letech mnohonásobným mistrem ligy. Skvělý hokejista LTC Josef Maleček byl i vynikajícím tenistou, reprezentantem ČSR.
Po komunistickém převratu v r. 1948 téměř všechny odbory LTC postupně zanikly nebo byly násilně zlikvidovány. Takový osud postihl i hokejový odbor, z jehož mužstva zbyly po vykonstruovaném politickém procesu s hokejisty– reprezentanty, jen trosky.
Právní subjektivitu LTC PRAHA zlikvidovalo v r. 1950 komunisty zřízené Ministerstvo národní bezpečnosti a majetek spolku, pořízený výhradně z finančních prostředků jeho členů, zkonfiskoval československý stát. Ale i potom tenisový klub nadále fungoval, a to pod různými názvy (Sokol Praha 7, Dynamo Praha, Slavia IPS) a i v této neutěšené době v něm průběžně působilo nespočet vynikajících tenistů (např. Pála otec i Pála syn, reprezentanti Šmíd a Složil, Vl. Zedník, dámy Neumannová, Koželuhová, Budařová ), a od prvních tenisových krůčků i pozdější vítěz Australian Open Petr Korda.
Po r. 1989 obnovil tenisový klub svou právní subjektivitu a dle platných předpisů se tak stal pokračovatelem původního LTC PRAHA. Kvůli nedořešeným právním vztahům však v dalších letech působil jen v západní části původního tenisového areálu na 4 dvorcích, když zbytek areálu se 4 dvorci stále užíval stát, který správu jím vlastněné části areálu léta zcela zanedbával.
LTC dlouhodobě usiloval o obnovení původního tenisového areálu v Letenských sadech scelením obou částí a o následnou revitalizaci za pomoci soukromých prostředků, což se podařilo až převzetím celého historického areálu do vlastnictví hlavním městem Prahou. V roce 2024 došlo pak mezi hl. m. Prahou a LTC k uzavření dlouhodobé nájemní smlouvy a LTC započal za významné finanční pomoci nadace Sovereign Invest s obnovou celého areálu včetně historické klubovny.
Základní prioritou LTC vždy bylo a je, aby v klubu byla zachována hra v tenis nejen pro jeho členy, ale i pro širokou veřejnost a jako už tradičně klade klub i nadále velký důraz na výchovu mladých tenistů provozováním tenisové školy mládeže.
V současné době disponuje klub 8 antukovými dvorci, odrazovou stěnou a minidvorci pro tenisovou školu. Od zimní sezóny 2025/2026 budou již pro zájemce z řad členů i veřejnosti připraveny 2 kryté dvorce s tím, že v následujících letech se LTC pokusí připravit pro hru v zimní sezóně další 4 kryté dvorce.
V průběhu revitalizace bude kompletně rekonstruována i původní klubovna tak, aby poskytla sportovně společenské zázemí se všemi nezbytnými náležitostmi, které vyžaduje moderní sportovní klub a aby se spolu s přilehlým okolím stala příjemným sportovně společenským prostorem nejen pro členy, ale i širokou veřejnost.

## Hokej
Lawn Tennis Club Praha (původně Lawn Tennis Cercle) byl založen v roce 1904 studenty právnické fakulty c. k. české university Karlo-Ferdinandovy . K založení došlo po odloučení několika sportovců pražské Slavie, zpočátku tak nový klub působil pod názvem LTC SK Slavia. Členy klubu byly významné osobnosti, například Jan a Olga Masarykovi, Karel Schwarzenberg nebo Jiří Stanislav Guth-Jarkovský. Správcem byl Josef Koželuh, otec budoucích tenistů Karla a Jana Koželuhových.
Jak název klubu napovídá, hlavním sportem byl tenis a lední hokej (původně ještě bandy hokej) stál v jeho stínu. To se změnilo roku 1927, kdy došlo k rozkolu ve Spartě, tehdy nejlepším československém hokejovém mužstvu. Mladí hráči Josef Maleček, Jan Peka, Jiří Tožička a další na protest proti tomu, že dostávají málo příležitostí, přešli právě pod hlavičku LTC. To se stalo ve třicátých letech jedním z nejlepších klubů Evropy a tvořilo i základ reprezentace, zvláště když se roku 1935 stal hrajícím trenérem kanadský Slovák Matej (Mike) Buckna. Po založení československé ligy suverénně vyhrálo (s výjimkou roku 1941, kdy senzačně prohrálo s I. ČLTK Praha 1:2) všechny její ročníky.
Po nástupu komunistů k moci se LTC stalo symbolem profesionalismu a muselo být zlikvidováno. Roku 1949, kdy naposledy vyhrál ligu, byl klub přejmenován na Zdar a později Obchodní domy. Roku 1950 byl zakázán start reprezentačního mužstva na mistrovství světa v Londýně a bouřlivá schůze hráčů v pražské Zlaté hospůdce rozehnána Státní bezpečností. Hokejisté v čele s legendárním brankářem Bohumilem Modrým byli odsouzeni k vysokým trestům vězení. Trosky mužstva LTC přešly pod Tatru Smíchov, která zanedlouho vypadla z nejvyšší soutěže. V roce 1964 ukončil smíchovský hokej činnost a vstoupil "zpátky" do Slavie Praha, která se nicméně za pokračovatele nepovažuje.

## Historické názvy
Zdroj: 
- 1904 – LTC Praha (Lawn Tennis Club Praha)
- 1918 – fúze s DEHG Prag ⇒ název nezměněn[9]
- 1949 – ZSJ Zdar LTC Praha (Základní sportovní jednota Zdar Lawn Tennis Club Praha)
- 1950 – ZSJ OD Praha (Základní sportovní jednota Obchodní domy Praha)
- 1951 – fúze s SK Smíchov ⇒ Tatra Smíchov
- 1964 – fúze s TJ Dynamo Praha ⇒ zánik

## Získané trofeje

### Vyhrané domácí soutěže
- Mistrovství Československa ( 7× )
  - 1929/30, 1930/31, 1931/32, 1932/33, 1933/34, 1934/35, 1938/39 (oficiální titul)
- Československá liga ledního hokeje ( 6× )
  - 1936/37, 1937/38, 1945/46, 1946/47, 1947/48, 1948/49
- Českomoravská liga ( 4× )
  - 1939/40, 1941/42, 1942/43, 1943/44

### Vyhrané mezinárodní soutěže
- Spenglerův pohár ( 7× )
  - 1929, 1930, 1932 (sdílený s Oxford University IHC), 1937, 1946, 1947, 1948

## Přehled ligové účasti
Stručný přehled
Zdroj: 
- 1936–1937: 1. liga (1. ligová úroveň v Československu)
- 1937–1938: 1. liga – sk. A (1. ligová úroveň v Československu)
- 1938–1939: Středočeská I. třída (1. ligová úroveň v Protektorátu Čechy a Morava)
- 1939–1944: Českomoravská liga (1. ligová úroveň v Protektorátu Čechy a Morava)
- 1945–1947: 1. liga – sk. A (1. ligová úroveň v Československu)
- 1947–1948: 1. liga – sk. B (1. ligová úroveň v Československu)
- 1948–1951: 1. liga (1. ligová úroveň v Československu)
- 1951–1955: 1. liga – sk. B (1. ligová úroveň v Československu)
- 1955–1956: Celostátní soutěž – sk. B (2. ligová úroveň v Československu)
- 1956–1957: 1. liga (1. ligová úroveň v Československu)
- 1957–1964: 2. liga – sk. A (2. ligová úroveň v Československu)

Jednotlivé ročníky
Zdroj: 
Legenda: ZČ - základní část, červené podbarvení - sestup, zelené podbarvení - postup, fialové podbarvení - reorganizace, změna skupiny či soutěže
| Československo (1936 – 1938)             |                           |           |           |                                                  |                   |
| Sezóny                                   | Soutěž                    | Úroveň    | ZČ        | Play-off, nadstavba, sk. o udržení...            | Poznámky          |
| 1936/37                                  | 1. liga                   | 1. úroveň | 1. místo  |                                                  | Reorganizace      |
| 1937/38                                  | 1. liga – sk. A           | 1. úroveň | 1. místo  | Vítěz                                            | Reorganizace      |
| 1938/39                                  | Středočeská I. třída      | 1. úroveň | 1. místo  | Bez finále (titul přiřčen vítězi Středních Čech) | Reorganizace      |
| Protektorát Čechy a Morava (1939 – 1944) |                           |           |           |                                                  |                   |
| Sezóny                                   | Soutěž                    | Úroveň    | ZČ        | Play-off, nadstavba, sk. o udržení...            | Poznámky          |
| 1939/40                                  | Českomoravská liga        | 1. úroveň | 1. místo  |                                                  |                   |
| 1940/41                                  | Českomoravská liga        | 1. úroveň | 2. místo  |                                                  |                   |
| 1941/42                                  | Českomoravská liga        | 1. úroveň | 1. místo  |                                                  |                   |
| 1942/43                                  | Českomoravská liga        | 1. úroveň | 1. místo  |                                                  |                   |
| 1943/44                                  | Českomoravská liga        | 1. úroveň | 1. místo  |                                                  |                   |
| 1944/45                                  | Českomoravská liga        | 1. úroveň | –. místo  |                                                  | Soutěž neodehrána |
| Československo (1945 – 1964)             |                           |           |           |                                                  |                   |
| Sezóny                                   | Soutěž                    | Úroveň    | ZČ        | Play-off, nadstavba, sk. o udržení...            | Poznámky          |
| 1945/46                                  | 1. liga – sk. A           | 1. úroveň | 1. místo  | Vítěz                                            |                   |
| 1946/47                                  | 1. liga – sk. A           | 1. úroveň | 1. místo  | Vítěz                                            | Změna skupiny     |
| 1947/48                                  | 1. liga – sk. B           | 1. úroveň | 1. místo  | Vítěz                                            | Reorganizace      |
| 1948/49                                  | 1. liga                   | 1. úroveň | 1. místo  |                                                  |                   |
| 1949/50                                  | 1. liga                   | 1. úroveň | 3. místo  |                                                  |                   |
| 1950/51                                  | 1. liga                   | 1. úroveň | 7. místo  |                                                  | Reorganizace      |
| 1951/52                                  | 1. liga – sk. B           | 1. úroveň | 2. místo  | Finálová skupina (3. místo)                      |                   |
| 1952/53                                  | 1. liga – sk. B           | 1. úroveň | 5. místo  |                                                  |                   |
| 1953/54                                  | 1. liga – sk. B           | 1. úroveň | 3. místo  |                                                  |                   |
| 1954/55                                  | 1. liga – sk. B           | 1. úroveň | 8. místo  |                                                  | Sestup            |
| 1955/56                                  | Celostátní soutěž – sk. B | 2. úroveň | 1. místo  |                                                  | Postup            |
| 1956/57                                  | 1. liga                   | 1. úroveň | 11. místo | Kvalifikace o 1. ligu (3. místo)                 | Sestup            |
| 1957/58                                  | 2. liga – sk. A           | 2. úroveň | 6. místo  |                                                  |                   |
| 1958/59                                  | 2. liga – sk. A           | 2. úroveň | 4. místo  |                                                  |                   |
| 1959/60                                  | 2. liga – sk. A           | 2. úroveň | 8. místo  |                                                  |                   |
| 1960/61                                  | 2. liga – sk. A           | 2. úroveň | 10. místo |                                                  |                   |
| 1961/62                                  | 2. liga – sk. A           | 2. úroveň | 9. místo  |                                                  |                   |
| 1962/63                                  | 2. liga – sk. A           | 2. úroveň | 9. místo  |                                                  |                   |
| 1963/64                                  | 2. liga – sk. A           | 2. úroveň | 2. místo  |                                                  |                   |

## Účast v mezinárodních pohárech
Zdroj: 

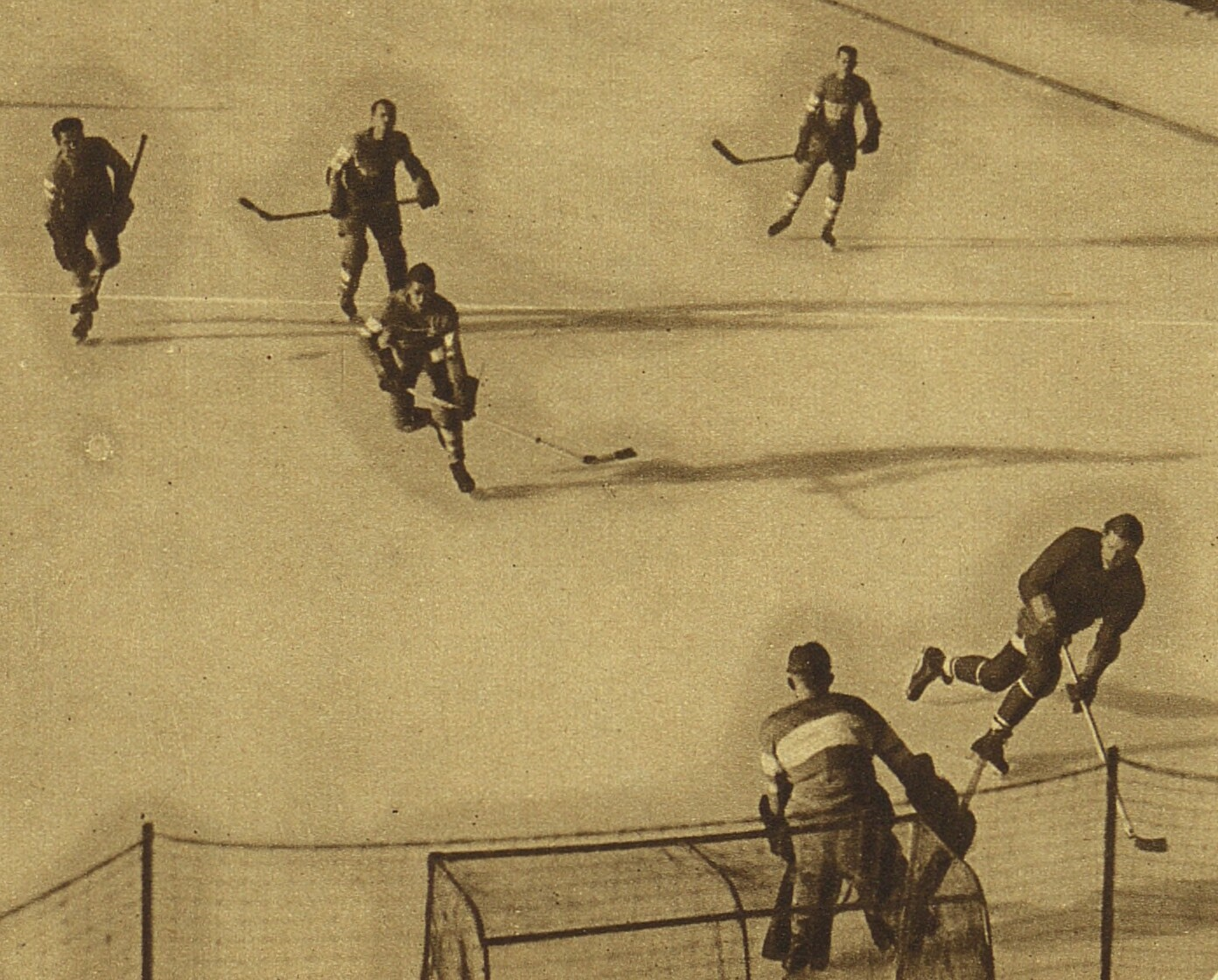
Karel Hromádka vstřelil gól v zápase LTC Praha - AEHC Curych na Spenglerově poháru 1932.

Legenda: SP - Spenglerův pohár, EHP - Evropský hokejový pohár, EHL - Evropská hokejová liga, SSix - Super six, IIHFSup - IIHF Superpohár, VC - Victoria Cup, HLMI - Hokejová liga mistrů IIHF, ET - European Trophy, HLM - Hokejová liga mistrů, KP – Kontinentální pohár
- SP 1929 – Vítěz
- SP 1930 – Vítěz
- SP 1932 – Finále (sdílený titul)
- SP 1933 – Zápas o 3. místo (prohra)
- SP 1936 – Finále
- SP 1937 – Vítěz
- SP 1938 – Základní skupina (2. místo)
- SP 1945 – Základní skupina (3. místo)
- SP 1946 – Základní skupina (1. místo)
- SP 1947 – Základní skupina (1. místo)
- SP 1948 – Vítěz